# Gnaphalium ustulatum
Gnaphalium ustulatum é uma espécie de planta com flor pertencente à família Asteraceae. 
A autoridade científica da espécie é Nutt., tendo sido publicada em Transactions of the American Philosophical Society, new series 7: 404. 1841.

## Portugal
Trata-se de uma espécie presente no território português, nomeadamente no Arquipélago dos Açores.
Em termos de naturalidade é introduzida na região atrás indicada.

## Protecção
Não se encontra protegida por legislação portuguesa ou da Comunidade Europeia.